# Жилинский, Павел Васильевич
Па́вел Васи́льевич Жили́нский (1877, Бибирево, Смоленская губерния — 1938) — российский и советский агроном.

## Биография
Родился в 1877 году в селе Бибиреве Бельского уезда Смоленской губернии. Окончил мужскую гимназию в Смоленске, а затем — Новоалександрийский институт сельского хозяйства и лесоводства. Был приглашён на работу в качестве агронома 1-го участка Ардатовского уезда Нижегородской губернии, куда переехал с женой Кларой Генриховной и двумя детьми. В уезде он провёл большую работу по внедрению новых сортов сельскохозяйственных культур — создал сеть плодовых питомников, внедрял новые сорта овощей, зерновых и масличных культур и даже арбузов и винограда. В 1913 году принимал участие в создании Ардатовского парка (признан памятником градостроительства и архитектуры), для чего выписал и высадил саженцы лип. С 1916 года работал также учителем естествознания в Ардатовской женской гимназии (ныне школа № 1), где уже работала учительницей его жена. Разбил во дворе гимназии большой фруктовый сад, высадил редкие сорта акации, жасминов, роз и других многолетних растений. При поддержке руководительницы гимназии Калерии Андреевны Поповой создал при гимназии опытно-показательный огород. Писал и публиковал в местной и нижегородской печати статьи темы сельского хозяйства, опубликовал несколько агрономических брошюр. После Февральской революции 1917 года был комиссаром Временного правительства в Ардатовском уезде и одновременно возглавлял Ардатовское полицейское управление. После Октябрьской революции передал власть новым властям и продолжал заниматься преподавательской деятельностью. Был уволен, после чего вместе с Поповой покинул уезд. Позднее работал в Саранске агрономом на Мордовской государственной селекционной станции. Был арестован НКВД 17 января 1938 года. 20 мая был приговорён к высшей мере наказания по стать статье 58-10 Уголовного кодекса РСФСР. Реабилитирован 29 января 1958 года.